# Liste der IATA-Flughafen-Codes
Die Liste der IATA-Flughafen-Codes führt alle IATA-Flughafencodes auf und enthält Informationen zu den bezeichneten Verkehrsknotenpunkten. Sie ist nach Kürzel sortiert und nach Anfangsbuchstaben des Kürzels aufgetrennt.
Codes für andere Verkehrsknotenpunkte, wie Bahnhöfe, Heliports, Bus- oder Fährterminals sind hier nicht erfasst.